# 庄育智
庄育智（1924年7月27日—1996年3月23日），中国物理冶金学家。广东潮安人。1946年毕业于交通大学唐山工学院。1947年后获英国利物浦大学硕士学位和博士学位。中国劳动科学研究院名誉院长，华南理工大学教授。1980年当选为中国科学院院士（学部委员）。